# Report on the United States and Mexican Boundary
Report on the United States and Mexican Boundary (abreviado Rep. U.S. Mex. Bound.) fue un libro ilustrado con descripciones botánicas que fue editado por el médico, químico, y botánico estadounidense, John Torrey. Se publicó en 2 volúmenes  en el año 1859 con el nombre de Report on the United States and Mexican Boundary Survey, Made Under the Direction of the Secretary of the Interior, by William H. Emory. Volume 2, Botany